# Chondrorhyncha helleri
Chondrorhyncha helleri là một loài thực vật có hoa trong họ Lan. Loài này được Fowlie mô tả khoa học đầu tiên năm 1971.